# Липово (Тульская область)
Липово — село в Щёкинском районе Тульской области России.
В рамках административно-территориального устройства является центром Липовской сельской администрации Щёкинского района, в рамках организации местного самоуправления входит в сельское поселение Лазаревское.

## География
Расположено в 31 км к югу от железнодорожной станции города Щёкино.
В 5 км восточнее села протекает река Упа. Западнее села проходит автодорога Р-141.

## Население
| 2002 | 2010 |
| ---- | ---- |
| 417  | ↘372 |

## История
В 1857 году Липово входило в Крапивенский уезд Тульской губернии.
В селе находятся церковь Владимирской иконы Божией Матери, бывшая Богородице-Владимирской женской пустыни и церковь Тихона Задонского. Церковь Тихона Задонского была сооружена из дерева в 1864 году в усадьбе Голиковых. В 1886 году церковь была перенесена к приходской Тихоновской церкви, и обложена кирпичом.